# كريستيان سلفادور
كريستيان سلفادور (بالإسبانية: Cristian Salvador) (20 نوفمبر 1994 بسمورة في إسبانيا - ) هو لاعب كرة قدم إسباني في مركز الوسط. لعب مع ريال سبورتينغ خيخون وسبورتينغ خيخون ب ونادي سمورة ونادي سيستاو ريفر.

## وصلات خارجية
- كريستيان سلفادور على موقع قاعدة بيانات كرة القدم.إي يو (الإنجليزية)
- كريستيان سلفادور على موقع Soccerway.com (الإنجليزية)